# Perrigny-sur-Armançon
Perrigny-sur-Armançon es una localidad y comuna francesa situada en la región de Borgoña, departamento de Yonne, en el distrito de Avallon y cantón de Ancy-le-Franc.

## Demografía
| 225 | 209 | 208 | 202 | 185 | 215 | 193 | 204 | 183 | 193 | 195 | 172 | 202 | 185 | 172 | 188 | 192 | 176 | 174 | 161 | 155 | 161 | 161 | 176 | 159 | 124 | 137 | 137 | 127 | 123 | 104 | 115 | 115 |
| Para los censos de 1962 a 1999 la población legal corresponde a la población sin duplicidades (Fuente: INSEE [Consultar]) |     |     |     |     |     |     |     |     |     |     |     |     |     |     |     |     |     |     |     |     |     |     |     |     |     |     |     |     |     |     |     |     |